# ナンバー・ワン (ハロウィンの曲)
「ナンバー・ワン」（Number One）は、ドイツのヘヴィメタル・バンド、ハロウィンが1991年のアルバム『ピンク・バブルズ・ゴー・エイプ』で発表した楽曲。翌年、バンドにとって5作目のシングルとしてリリースされた。

## 収録曲
1. ナンバー・ワン - NUMBER ONE
（M/L：Michael Weikath）
2. ハンブルクの散歩道 - LES HAMBOURGEOIS WALKWAYS
（M：Michael Weikath）
3. ユー・ラン・ウィズ・ザ・パック - RUN WITH THE PACK
（M/L：Markus Grosskopf）

## 参加ミュージシャン
- マイケル・キスク - vocals
- マイケル・ヴァイカート - guitar
- ローランド・グラポウ - guitar
- マーカス・グロスコフ - bass
- インゴ・シュヴィヒテンバーグ - drums